# طوني بينيت
أنطوني دومينيك بينيديتو (بالإنجليزية: Tony Bennett)‏ (ولد في 3 أغسطس 1926) المعروف باسم طوني بينيت. هو مغني ورسام أمريكي ولد وترعرع في نيويورك في عائلة أمريكية إيطالية. بدأ مسيرته الغنائية في سن مبكرة، واحترف الغناء بعد الحرب العالمية الثانية عند توقيعه مع تسجيلات كولومبيا في خمسينيات القرن العشرين. كان نجاحه الأول عند إصداره لأغنيته (بسببك أنت) عام 1951 والتي نجحت نجاحًا كبيرًا ووصلت لقائمة بيلبورد هوت 100 وبقيت في المركز الأول لعشرة أسابيع، وذلك لبيعها أكثر من مليون نسخة.

## الوفاة
توفي طوني بينيت في 21 يوليو 2023 عن عمر ناهز السادسة والتسعين.

## روابط خارجية
- طوني بينيت على موقع IMDb (الإنجليزية)
- طوني بينيت على موقع الموسوعة البريطانية (الإنجليزية)
- طوني بينيت على موقع ألو سيني (الفرنسية)
- طوني بينيت على موقع ميوزك برينز (الإنجليزية)
- طوني بينيت على موقع رولينغ ستون (الإنجليزية)
- طوني بينيت على موقع قاعدة بيانات برودواي على الإنترنت (الإنجليزية)
- طوني بينيت على موقع إن إن دي بي (الإنجليزية)
- طوني بينيت على موقع أول ميوزيك (الإنجليزية)
- طوني بينيت على موقع ديسكوغز (الإنجليزية)
- طوني بينيت على موقع قاعدة بيانات الفيلم (الإنجليزية)